# Thomas Ypsilantis
Thomas „Tom“ John Ypsilantis (* 24. Juni 1928 in Salt Lake City; † 16. August 2000 in Genf) war ein US-amerikanischer experimenteller Teilchenphysiker.

## Leben und Werk
Ypsilantis stammte aus einer griechischstämmigen Familie in Salt Lake City, mit Wurzeln im griechischen Fürstenhaus Ypsilantis. Er studierte Physik an der University of Utah (Bachelor, 1949) in Salt Lake City und an der University of California, Berkeley, wo er 1952 seinen Master-Abschluss machte und 1955 bei Emilio Segrè promoviert wurde. Ypsilantis gehörte dort zum Team von Owen Chamberlain, Emilio Segrè, Clyde Wiegand, das 1955 am Bevatron das Antiproton entdeckte. Die Entdeckung war auch Thema seiner Dissertation. Danach war er 1955 bis 1960 Assistant Professor, 1960 bis 1965 Associate Professor und 1967 bis 1969 Professor für Physik in Berkeley. 1959/60 war er als Guggenheim Fellow am Marconi Institut der Universität Rom und 1962/63 Gruppenleiter am Brookhaven National Laboratory. 1965/66 war er Mitglied der griechischen Atomenergiekommission. 1970 bis und 1975 forschte er als Wissenschaftler am CERN, 1976 bis 1978 im Kernforschungszentrum von Saclay, 1978/79 am SLAC und 1979 bis 1980 wieder am CERN. 1980 bis 1985 war er im Rang eines Directeur de recherche des CNRS an der École polytechnique tätig und 1985 bis 1988 regelmäßig Gastprofessor an der UCLA. 1985 bis 1996 war er, wiederum als Directeur de recherche des CNRS, am Collège de France und danach Forschungsdirektor am italienischen Istituto Nazionale di Fisica Nucleare (INFN) der Universität Bologna. Während der ganzen Zeit war er aber immer wieder auch zu Aufenthalten am CERN.
Am CERN entwickelte er mit Jacques Séguinot ab 1977 die RICH-Detektoren (Ring Imaging Cherenkov Counter), die das Cherenkov-Licht fokussierten und die zuerst in größerem Maßstab am Delphi Experiment des LEP-Rings des CERN in der Hochenergiephysik eingesetzt wurde (genehmigt 1983). Dabei arbeiteten sie mit Tord Ekelöf zusammen. Später entwarf er auch einen Neutrinodetektor (AquaRICH), den er Superkamiokande mit Brille (superkamiokande with spectacles) nannte (CERN Report 1998). Er war mit schnellerer RICH-Technik mit konkavem sphärischen Spiegel, Hybridphotodetektoren am Spiegel und in der Brennebene und einem großen Wassertank (50 t im Vorschlag für das Gran-Sasso-Observatorium) ausgestattet. Er arbeitete auch an den verschiedensten weiteren Detektorprojekten in der Hochenergiephysik und Astroteilchenphysik, zum Beispiel an Kalorimetrie mit flüssigen Edelgasen (Xenon) im LAA-Projekt (Lepton Asymmetry Analyzer, ab 1989), dem HELLAZ-Detektor für solare Neutrinos (ab 1990) und er leistete wichtige Beiträge zum LHCb.
1963 wurde er Fellow der American Physical Society. 1986 wurde er Ehrendoktor der Universität Uppsala.
1995 wurde er Herausgeber der Zeitschrift Nuclear Instruments and Methods in Physics Research.